# Noms des Celtes
 (juin 2024).
La mise en forme du texte ne suit pas les recommandations de Wikipédia : il faut le « wikifier ».
Les points d'amélioration suivants sont les cas les plus fréquents. Le détail des points à revoir est peut-être précisé sur la page de discussion.
- Les titres sont pré-formatés par le logiciel. Ils ne sont ni en capitales, ni en gras.
- Le texte ne doit pas être écrit en capitales (les noms de famille non plus), ni en gras, ni en italique, ni en « petit »…
- Le gras n'est utilisé que pour surligner le titre de l'article dans l'introduction, une seule fois.
- L'italique est rarement utilisé : mots en langue étrangère, titres d'œuvres, noms de bateaux, etc.
- Les citations ne sont pas en italique mais en corps de texte normal. Elles sont entourées par des guillemets français : « et ».
- Les listes à puces sont à éviter, des paragraphes rédigés étant largement préférés. Les tableaux sont à réserver à la présentation de données structurées (résultats, etc.).
- Les appels de note de bas de page (petits chiffres en exposant, introduits par l'outil «  Source ») sont à placer entre la fin de phrase et le point final[comme ça].
- Les liens internes (vers d'autres articles de Wikipédia) sont à choisir avec parcimonie. Créez des liens vers des articles approfondissant le sujet. Les termes génériques sans rapport avec le sujet sont à éviter, ainsi que les répétitions de liens vers un même terme.
- Les liens externes sont à placer uniquement dans une section « Liens externes », à la fin de l'article. Ces liens sont à choisir avec parcimonie suivant les règles définies. Si un lien sert de source à l'article, son insertion dans le texte est à faire par les notes de bas de page.
- La présentation des références doit suivre les conventions bibliographiques. Il est recommandé d'utiliser les modèles {{Ouvrage}}, {{Chapitre}}, {{Article}}, {{Lien web}} et/ou {{Bibliographie}}. Le mode d'édition visuel peut mettre en forme automatiquement les références.
- Insérer une infobox (cadre d'informations à droite) n'est pas obligatoire pour parachever la mise en page.

Pour une aide détaillée, merci de consulter Aide:Wikification.
Si vous pensez que ces points ont été résolus, vous pouvez retirer ce bandeau et améliorer la mise en forme d'un autre article.
Les différents noms utilisés depuis l’Antiquité pour désigner les peuples connus aujourd’hui sous le nom de Celtes sont d’origines disparates.
Les noms Κελτοί (Keltoí) et Celtae sont utilisés respectivement en grec et en latin pour désigner un peuple de l'horizon de La Tène dans la région du Rhin supérieur et du Danube du VIe au Ier siècle av. J.-C. dans l'ethnographie gréco-romaine. L'étymologie de ce nom et celui des Gaulois Γαλάται Galátai / Galli sont incertaines.
Le sens linguistique des Celtes, qui de tous les locuteurs de langues celtiques, est moderne. Il existe peu de traces de l'utilisation du terme « Celte » avant le XVIIe siècle en relation avec les habitants de l'Irlande et de la Grande-Bretagne pendant l'Âge du fer. Cependant, Parthenius écrit que Celtus descendait de Bretannos par Héraclès, ce qui pourrait être une épithète partielle (car les racines du mythe sont plus anciennes) d'après la guerre des Gaules, des druides qui se rendaient dans les îles pour des études formelles et était le siège présumé des origines de l'ordre.

## Celtes,Celtae
La première utilisation attestée du nom des Celtes – Κελτοί (Keltoí) –  se référant à un groupe ethnique provient d'Hécatée de Milet, le géographe grec, en 517 av. J.-C., lorsqu'il écrivait sur un peuple vivant près de Massilia (Marseille moderne). Au Ve siècle av. J.-C., Hérodote faisait référence à des Keltoi vivant à proximité de la source du Danube et également à l'Ouest de l'Europe.
L'étymologie du terme Keltoi n'est pas claire. Les origines possibles incluent les racines indo-européennes * ḱel, « couvrir ou cacher » (cf. le vieux irlandais celid), * ḱel -, « chauffer », ou * kel - « pousser ». Plusieurs auteurs ont supposé que le terme était d'origine celtique, tandis que d'autres le considèrent comme un nom inventé par les Grecs. La linguiste Patrizia De Bernardo Stempel fait partie de ce dernier groupe ; elle suggère que cela signifie « les grands ».
Les Romains préféraient le nom de Gaulois (latin : Galli) pour les Celtes qu'ils rencontrèrent pour la première fois dans le nord de l'Italie (Gaule cisalpine). Au Ier siècle av. J.-C., César faisait référence aux Gaulois comme se faisant appeler « Celtes » dans leur propre langue.
Selon le poète Parthénius de Nicée du Ier siècle, Celtus (Κελτός, Keltos) était le fils d'Héraclès et de Celtine (Κελτίνη, Keltine), la fille de Bretannus (Βρεττανός, Brettanos); cette généalogie littéraire n'existe nulle part ailleurs et n'était liée à aucun culte connu. Celtus est devenu l'ancêtre éponyme des Celtes. En latin, Celta vient à son tour du mot d'Hérodote pour les Gaulois, Keltoi. Les Romains utilisaient Celtae pour désigner les Gaulois continentaux, mais apparemment pas les Celtes insulaires. Ces derniers sont divisés linguistiquement en Goidels et Brythons.
Le nom Celtibères est utilisé par Diodore de Sicile au Ier siècle av. J.-C., d'un peuple qu'il considérait comme un mélange de Celtes et d'Ibères.

### Celtici

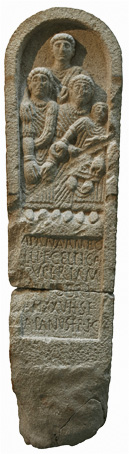
Apana · Ambo/lli · f(ilia) · Celtica / Supertam(arica) · / [C] Miobri · /an(norum) · XXV · h(ic) · s(ita) · e(st) · /Apanus · fr(ater) · f(aciendum)· c(uravit)

Outre les Celtibères – Lusones, Titii, Arvaque et Pelendons, entre autres – qui habitaient de vastes régions du centre de l'Espagne, les géographes grecs et romains parlaient également d'un peuple ou d'un groupe de peuples appelés Celtici ou Κελτικοί vivant dans le Sud de l'actuel Portugal, dans la région de l'Alentejo, entre les fleuves Tage et Guadiana. Ils sont mentionnés pour la première fois par Strabon, qui écrit qu'ils étaient le peuple le plus nombreux habitant cette région. Plus tard, Ptolémée fait référence aux Celtes habitant un territoire plus réduit, comprenant les régions d'Évora à Setúbal, c'est-à-dire les zones côtières et méridionales occupées par les Turdétans.
Pline mentionne un deuxième groupe de Celtes vivant dans la région de Béturie (nord-ouest de l'Andalousie) ; il considérait qu'ils étaient « des Celtibères de Lusitanie, en raison de leur religion, de leur langue et à cause des noms de leurs villes ».
En Galice, au Nord de la péninsule ibérique, un autre groupe de Celtici habitait le long des côtes. Ils comprenaient plusieurs populi, dont les Celtici proprement dits : les Praestamarici au sud de la rivière Tambre (Tamaris), les Supertamarici au nord de celle-ci et les Nerii du promontoire celtique (Promonturium Celticum). Pomponius Mela affirmait que tous les habitants des régions côtières de la péninsule ibérique, depuis les baies du sud de la Galice jusqu'aux Astures, étaient également des Celtes : « Tout (cette côte) est habité par les Celtes, sauf depuis le fleuve Douro jusqu'aux baies, où habitaient les Grovi. (…) Sur la côte Nord, il y a d'abord les Artabres, toujours du peuple celtique (Celticae gentis), et après eux les Astures ." Il écrit également que les fabuleuses îles d'étain, les Cassitérides, étaient situées parmi ces Celtes.
Les Celtici Supertarmarci ont également laissé un certain nombre d'inscriptions, tout comme les Celtici Flavienses. Plusieurs villages et paroisses rurales portent encore le nom de Céltigos (du latin Celticos) en Galice. C'est aussi le nom d'un archiprêtre de l'Église catholique romaine, une division de l'archevêché de Saint-Jacques-de-Compostelle, englobant une partie des terres attribuées aux Celtici Supertamarici par les auteurs anciens.

### Introduction à la littérature moderne
Le nom Celtae a été relancé dans la littérature de la période moderne. Le celtique français et le celtisch allemand apparaissent pour la première fois au XVIe siècle ; le mot anglais Celts est attesté pour la première fois en 1607. L'adjectif celtique, formé d'après le français celtique, apparaît un peu plus tard, au milieu du XVIIe siècle. Une première attestation se trouve dans Paradis perdus (1667) de Milton, en référence aux Celtes insulaires de l'Antiquité : [les dieux ioniens ... qui] sur les [champs] celtiques parcouraient les îles les plus éloignées. (I.520, ici dans l'orthographe 1674). L'usage du celtique au sens linguistique apparaît au XVIIIe siècle, dans les travaux d'Edward Lhuyd.
Au XVIIIe siècle, l'intérêt pour le « primitivisme », qui a conduit à l'idée du « noble sauvage », a suscité une vague d'enthousiasme pour tout ce qui est « celtique ». L'antiquaire William Stukeley a décrit une race d'« anciens Britanniques » construisant les « temples des anciens Celtes » tels que Stonehenge (en fait une structure préceltique). Dans son livre de 1733 Histoire des temples des anciens Celtes, il refondit les « Celtes » « Druides ». Les fables ossiennes de James Macpherson, qu'il prétendait être d'anciens poèmes gaéliques écossais qu'il avait « traduits », ajoutaient à cet enthousiasme romantique. Le « renouveau irlandais » est survenu après la loi d'émancipation catholique de 1829 comme une tentative consciente de promouvoir une identité nationale irlandaise qui, avec ses homologues dans d'autres pays, est devenue plus tard connue sous le nom de « renouveau celtique ».

### Utilisations modernes
Dans l'usage courant, les termes « Celte » et « Celtique » peuvent prendre plusieurs sens selon le contexte : les Celtes de l'âge du fer européen, le groupe des peuples de langue celtique en linguistique historique et l' identité celtique moderne dérivée du renouveau celtique romantique.

#### Contexte linguistique
Après son utilisation par Edward Lhuyd en 1707, l'utilisation du mot « Celtique » comme terme générique pour les peuples pré-romains des îles britanniques a gagné en popularité. Lhuyd a été le premier à reconnaître que les langues irlandaise, britannique et gauloise étaient liées les unes aux autres, et l'inclusion des Celtes insulaires sous le terme « celtique » à partir de cette époque exprime cette relation linguistique. À la fin du XVIIIe siècle, les langues celtiques étaient reconnues comme une branche de la grande famille indo-européenne.

#### Contexte historiographique
Les Celtes sont un groupe ethnolinguistique de peuples européens de l'âge du fer, comprenant les Gaulois (y compris des sous-groupes tels que les Lépontiens et les Galates), les Celtibères et les Celtes insulaires.
La chronologie de la colonisation celtique dans les îles britanniques n'est pas claire et fait l'objet de nombreuses spéculations, mais il est clair qu'au Ier siècle av. J.-C., la majeure partie de la Grande-Bretagne et de l'Irlande était habitée par des peuples de langue celtique maintenant connus sous le nom de Celtes insulaires. Ces peuples étaient divisés en deux grands groupes, les Britanniques (parlant le « P-Celtique ») et les Gaëls (parlant le « Q-Celtique »). Les groupes brithoniens sous la domination romaine étaient connus en latin sous le nom de Britanni, tandis que l'utilisation des noms Celtae ou Galli / Galatai était réservée aux Gaulois. Il n'existe aucun exemple de texte provenant des langues goidéliques avant l'apparition des inscriptions irlandaises primitives au IVe siècle apr. J.-C. ; cependant, il y a des références antérieures aux Iverni (dans Ptolémée vers 150, apparaissant plus tard également sous les noms de Hierni et Hiberni) et, en 314, aux Scoti.
Simon James soutient que même si le terme « celtique » exprime un lien linguistique valide, son utilisation pour les cultures celtiques insulaires et continentales est trompeuse, car l'archéologie ne suggère pas une culture celtique unifiée pendant l'âge du fer. [non pertinent][page à préciser]

#### Contexte moderne
Avec la montée du nationalisme celtique au début et au milieu du XIXe siècle, le terme « Celtique » est également devenu une auto-désignation utilisée par les partisans d'une identité celtique moderne. Ainsi, dans une discussion sur « le mot Celte », un contributeur de The Celt déclare : « Les Grecs nous appelaient Keltoi », exprimant une position d'essentialisme ethnique qui étend le « nous » pour inclure à la fois les Irlandais du XIXe siècle et les Irlandais. le Κελτοί danubien d'Hérodote. Ce sens de « celtique » est conservé dans son sens politique dans le nationalisme celtique d'organisations telles que la Ligue celtique, mais il est également utilisé dans un sens plus général et politiquement neutre dans des expressions telles que « musique celtique ».

## Galli,Galatai
Galli latin pourrait provenir d'un nom ethnique ou tribal d'origine celtique, peut-être emprunté au latin pendant les Guerres des Gaules du IVe siècle avant notre ère. Sa racine peut être le celtique commun *galno-, signifiant « puissance » ou « force ». Le grec Γαλάται Galatai (cf. Galatie en Anatolie) semble reposer sur la même racine, empruntée directement à la même hypothétique source celtique qui nous a donné Galli (le suffixe -atai indique simplement que le mot est un nom ethnique).
Le linguiste Stefan Schumacher présente un récit légèrement différent : il dit que l'ethnonyme Galli (nominatif singulier * Gallos) provient du radical présent du verbe qu'il reconstruit pour le proto-celtique comme * gal-nV- (V désigne une voyelle dont l'identité n'est pas claire. ne permet pas une reconstruction complète). Il écrit que ce verbe signifie « pouvoir, prendre le contrôle de », et que Galatai vient de la même racine et doit être reconstruit au nominatif singulier * galatis < * gelH-ti-s . Schumacher donne le même sens pour les deux reconstructions, à savoir allemand : Machthaber, "potentat, dirigeant (même chef de guerre)", ou encore allemand : Plünderer, Räuber, "raider, pilleur, pilleur, maraudeur"; et note que si les deux noms étaient des exonymes, cela expliquerait leurs significations péjoratives. La racine verbale proto-indo-européenne en question est reconstruite par Schumacher comme * gelH-, signifiant allemand : Macht bekommen über, « acquérir le pouvoir sur » dans le Lexikon der indogermanischen Verben.

## Gallaeci
Le nom des Gallaeci (ancienne forme Callaeci ou Callaici), une fédération celtique du nord-ouest de la péninsule ibérique, peut sembler lié à Galli mais ne l'est pas. Les Romains ont nommé toute la région au nord du Douro, où existait la culture castro, en l'honneur du peuple castro qui s'est installé dans la zone de la Calle – les Callaeci[réf. nécessaire].

## Gaule,Gaulois,Gallois
L'anglais Gaul / Gaulish n'a aucun lien avec le latin Gallia / Galli, malgré une similitude superficielle. Les mots anglais proviennent finalement de la racine proto-germanique reconstruite *walhaz, « étranger, personne romanisée ». Au début de la période germanique, cet exonyme semble avoir été largement appliqué à la population paysanne de l'Empire romain, dont la plupart vivaient dans les zones colonisées par les peuples germaniques ; que les paysans parlaient celtique ou latin n'avait pas d'importance.
La racine germanique a probablement fait son chemin en français via la latinisation du franque Walholant « Gaule », littéralement « Terre des étrangers ». Le w germanique devient régulièrement gu / g en français (cf. guerre 'war', garder 'ward'), et la diphtongue au est le résultat régulier de al devant une autre consonne (cf. cheval ~ chevaux). Gaule ou Gaulle peuvent difficilement être dérivés du latin Gallia, puisque g deviendrait j avant a (gamba > jambe), et la diphtongue au serait inexpliquée. A noter que le résultat régulier du latin Gallia en français est Jaille, que l'on retrouve dans plusieurs noms de lieux occidentaux,.
De même, le français gallois, « gallois », ne vient pas du latin Galli mais (avec substitution de suffixe) du proto-germanique * walhisks « celtique, gallo-romain, roman » ou de son vieil anglais descendant wælisċ (= anglais moderne gallois). Wælisċ vient du proto-germanique * walhiska- « étranger » ou « celtique » (allemand du sud gallois (e) « locuteur celtique », « locuteur français », « locuteur italien » ; vieux norrois valskr, pl. valir « gaulois," "Français,"). En vieux français, les mots gualeis, galois et (nord du français) walois pourraient signifier soit le gallois, soit la Langue d'oïl . Cependant, le nord de la France Waulle est enregistré pour la première fois au XIIIe siècle pour traduire le latin Gallia, tandis que gaulois est enregistré pour la première fois au XVe siècle pour traduire le latin Gallus / Gallicus (voir Gaule : Nom).
Les termes proto-germaniques pourraient finalement avoir une racine celtique : Volcae, ou Uolcae. Les Volques étaient une tribu celtique qui vivait à l'origine dans le sud de l'Allemagne et qui a ensuite émigré en Gaule ; pendant deux siècles, ils ont empêché l'expansion vers le sud des tribus germaniques. La plupart des celtiques modernes considèrent Uolcae comme étant lié au gallois gwalch « faucon », et peut-être plus lointainement au latin falco (id.) Le nom serait initialement apparu en proto-germanique comme *wolk- et serait devenu *walh- via Grimm. Loi.
Au Moyen Âge, les territoires comptant principalement des populations de langue romane, comme la France et l'Italie, étaient connus en allemand sous le nom de Welschland contrairement à Deutschland. Le mot racine proto-germanique a également donné le Valaque, la Valachie, le Wallon et la deuxième partie en Cornouailles . Les noms de famille Wallace et Walsh sont également apparentés.

## Gael
Le terme Gaël, malgré une similitude superficielle, n'a également aucun rapport avec Galli ou Gaul . Le nom dérive finalement du vieux mot irlandais Goídel . La lénition a rendu le /d/ silencieux, bien qu'il apparaisse toujours comme ‹ dh › dans l'orthographe des langues gaéliques modernes : (irlandais et manx) Gaedheal ou Gael, gaélique écossais Gàidheal . Comparez également le terme linguistique moderne Goidelic.

## Britanni
Les peuples de langue celtique de Grande-Bretagne étaient connus sous le nom de Brittanni ou Brittones en latin et de Βρίττωνες en grec. Une forme antérieure était Pritani, ou Πρετ(τ)αν(ν)οί en grec (tel qu'enregistré par Pythéas au IVe siècle av. J.-C., entre autres, et survivant en gallois sous le nom de Prydain, l'ancien nom de la Grande-Bretagne). À cela s'ajoute * Priteni, l'auto-désignation reconstituée du peuple appelé plus tard Pictes, qui est enregistrée plus tard en vieil irlandais sous le nom de Cruithin et en gallois sous le nom de Prydyn.